# Calospila satyroides
Espèce
Calospila satyroides est un insecte lépidoptère appartenant à la famille  des Riodinidae et au genre Calospila.

## Dénomination
Calospila satyroides a été décrit par Percy Ireland Lathy en 1932 sous le nom de Nymula satyroides.

## Description
Calospila satyroides est un papillon au dessus marron clair marqué d'une ligne submarginale de gros ocelles noirs finement et de marques marron rous en lignes qui lui sont parallèles. Le revers est identique.

## Écologie et distribution
Calospila satyroides n'est présent qu'en Guyana.

### Biotope
Il réside dans la forêt tropicale.

### Protection
Pas de statut de protection particulier.